# Oglasa
Oglasa é um gênero de traça pertencente à família Arctiidae.